# Кондрево (Московская область)
Кондрево — село в Ступинском районе Московской области России в составе городского поселения Ступино (до 2006 года — центр Староситненского сельского округа). На 2016 год в Кондреве две улицы и два переулка. Село связано автобусным сообщением с соседними населёнными пунктами. Впервые в исторических документах упоминается в 1577 году как Кондырева. В селе в конце XVIII века была построена церковь Воскресения Словущего с Тихвинским и Корсунским приделами, уничтоженная в середине XX века.
С 1930 до ареста 28 октября 1937 года в храме Воскресения Словущего служил священник Петр Орленков, расстрелянный 16 ноября 1937 года на Бутовском полигоне, канонизированный как священномученик 20 августа 2000 года Архиерейским собором Русской православной церкви.
Кондрево расположено на юго-востоке района, на безымянном ручье, левом притоке реки Хочёмки, высота центра села над уровнем моря — 187 м. Ближайшие населённые пункты примерно в полукилометре: Каменка — на востоке и Сенькино — на севере.

## Население
| 2002 | 2006 | 2010 |
| ---- | ---- | ---- |
| 2    | →2   | ↗3   |